# Mistrzostwa Świata w Piłce Nożnej 2022 (eliminacje strefy CAF)/Grupa A
Grupa A jest jedną z dziesięciu grup eliminacji drugiej rundy do Mistrzostw Świata 2022. Składa się z czterech niżej wymienionych reprezentacji:
- Algieria
- Burkina Faso
- Niger
- Dżibuti

Każda drużyna rozegra z każdą dwa mecze (u siebie i na wyjeździe). Mecze rozpoczną się we wrześniu 2021. Drużyna z pierwszego miejsca awansuje do trzeciej rundy.

## Tabela
| Lp. | Drużyna      | M | Mecze | Mecze | Mecze | Bramki | Bramki | Bramki | Pkt |
| Lp. | Drużyna      | M | W     | R     | P     | +      | −      | +/−    | Pkt |
| --- | ------------ | - | ----- | ----- | ----- | ------ | ------ | ------ | --- |
| 1.  | Algieria     | 6 | 4     | 2     | 0     | 25     | 4      | +21    | 14  |
| 2.  | Burkina Faso | 6 | 3     | 3     | 0     | 12     | 4      | +8     | 12  |
| 3.  | Niger        | 6 | 2     | 1     | 3     | 13     | 17     | −4     | 7   |
| 4.  | Dżibuti      | 6 | 0     | 0     | 6     | 4      | 29     | −25    | 0   |

## Wyniki
| 2 września 2021 18:00 CEST | Niger | 0:2(0:0)Raport | Burkina Faso · L. Traoré 76' (k.) · Konaté 79' | Stade de Marrakech, Marrakesz (Maroko) Sędzia: Samuel Uwikunda |
|                            |       |                |                                                |                                                                |

| 2 września 2021 21:00 CEST | Algieria · Slimani 5', 25' (k.), 46', 53' · Bensebaini 26' · Bounedjah 40' (k.) · Mahrez 67' · Zerrouki 69' | 8:0(4:0)Raport | Dżibuti | Stade Mustapha Tchaker, Al-Bulajda Sędzia: Blaise Yuven Ngwa |
|                            | |                |         |                                                              |

| 7 września 2021 15:00 CEST | Dżibuti · Farah Ali 32' · Hassan 90' | 2:4(1:0)Raport | Niger · 49', 56' Adebayor · 65' (k.) Wonkoye · 68' Sabo | Stade Moulay Abdellah, Rabat (Maroko) Sędzia: Celso Alvação |
|                            |                                      |                |                                                         |                                                             |

| 6 września 2021 21:00 CEST | Burkina Faso · A. Tapsoba 64' | 1:1(0:1)Raport | Algieria · 18' Feghouli | Stade de Marrakech, Marrakesz (Maroko) Sędzia: Joshua Bondo |
|                            |                               |                |                         |                                                             |

| 8 października 2021 21:00 CEST | Algieria · Mahrez 27', 60' (k.) · Oumarou 47' (sam.) · Souleymane 70' (sam.) · Slimani 76', 88' | 6:1(1:0)Raport | Niger · 59' Sosah | Stade Mustapha Tchaker, Al-Bulajda Sędzia: Daniel Nii Ayi Laryea |
|                                |                                                                                                 |                |                   |                                                                  |

| 8 października 2021 21:00 CEST | Dżibuti | 0:4(0:1)Raport | Burkina Faso · 45+2', 48' A. Tapsoba · 51' I. Kaboré · 60' Konaté | Stade de Marrakech, Marrakesz (Maroko) Sędzia: Ali Sabilla |
|                                |         |                |                                                                   |                                                            |

| 12 października 2021 18:00 CEST | Burkina Faso · Dayo 30' · A. Tapsoba 63' | 2:0(1:0)Raport | Dżibuti | Stade de Marrakech, Marrakesz (Maroko) Sędzia: Hassen Corneh |
|                                 |                                          |                |         |                                                              |

| 12 października 2021 18:00 CEST | Niger | 0:4(0:2)Raport | Algieria · 21' Mahrez · 33' Mandi · 48' Bennacer · 54' Bounedjah | Stade Général Seyni Kountché, Niamey Sędzia: Issa Sy |
|                                 |       |                |                                                                  |                                                      |

| 11 listopada 2021 14:00 CET | Burkina Faso · Dayo 55' (k.) | 1:1(0:1)Raport | Niger · 34' (k.) Oumarou | Stade de Marrakech, Marrakesz (Maroko) Sędzia: Samir Guezzaz |
|                             |                              |                |                          |                                                              |

| 11 listopada 2021 17:00 CET | Dżibuti | 0:4(0:3)Raport | Algieria · 29' Belaïli · 40' Benrahma · 42' Feghouli · 87' Slimani | Stadion Międzynarodowy w Kairze, Kair (Egipt) Sędzia: Djindo Louis Houngnandande |
|                             |         |                |                                                                    |                                                                                  |

| 15 listopada 2021 17:00 CET | Niger · Adebayor 14', 36', 75' · Wonkoye 62' · Sosah 64' · Djibrilla 85', 87' | 7:2(2:1)Raport | Dżibuti · 33' Ahmed · 84' Siad Isman | Stade Général Seyni Kountché, Niamey Sędzia: Mohamed Youssouf Athoumani |
|                             |                                                                               |                |                                      |                                                                         |

| 16 listopada 2021 20:00 CET | Algieria · Mahrez 21' · Feghouli 68' | 2:2(1:1)Raport | Burkina Faso · 37' Sanogo · 84' (k.) Dayo | Stade Mustapha Tchaker, Al-Bulajda Sędzia: Victor Gomes |
|                             |                                      |                |                                           |                                                         |

## Strzelcy
7 goli
- Islam Slimani

5 goli
- Riyad Mahrez
- Victorien Adebayor

4 gole
- Abdoul Tapsoba

3 gole
- Sofiane Feghouli
- Issoufou Dayo

2 gole
- Baghdad Bounedjah
- Mohamed Konaté
- Issa Djibrilla
- Daniel Sosah
- Mohamed Wonkoye

1 gol
- Youcef Belaïli
- Ismaël Bennacer
- Saïd Benrahma
- Ramy Bensebaini
- Aïssa Mandi
- Ramiz Zerrouki
- Issa Kaboré
- Zakaria Sanogo
- Lassina Traoré
- Youssouf Abdi Ahmed
- Anas Farah Ali
- Yabe Siad Isman
- Warsama Hassan
- Youssouf Oumarou
- Amadou Sabo

Gole samobójcze
- Youssouf Oumarou (dla Algierii)
- Zakariya Souleymane (dla Algierii)